# Гора-при-Печах
 Гора-при-Печах (словен. Gora pri Pečah) — поселення в общині Моравче, Осреднєсловенський регіон, Словенія. 
Висота над рівнем моря: 450,1 м.